# (31936) Bernardsmit
(31936) Bernardsmit est un astéroïde de la ceinture principale.

## Description
(31936) Bernardsmit est un astéroïde de la ceinture principale. Il fut découvert le 6 avril 2000 à Socorro (Nouveau-Mexique) par le projet LINEAR. Il présente une orbite caractérisée par un demi-grand axe de 2,61 UA, une excentricité de 0,17 et une inclinaison de 2,5° par rapport à l'écliptique.

## Compléments